# Бойцы за справедливость в отношении геноцида армян
Бойцы за справедливость в отношении геноцида армян (арм. Հայկական Ցեղասպանութեան Արդարութեան Մարտիկներ, англ. Justice Commandos against Armenian Genocide, JCAG, ДжСАГ) — армянская террористическая организация. Была создана в 1972 году на XX съезде партии Дашнакцутюн в Вене (Австрия). Действовала в 1975—1983 гг., цель — добиться признания геноцида армян и создания независимой Армении.
Основные регионы деятельности — Европа и Северная Америка. Организация предпринимала нападения на турецких дипломатов — как официальных представителей Турции, не признающей геноцид армян. Возможны прямые организационные связи ДжСАГ с партией Дашнакцутюн.
После убийства турецкими спецслужбами лидера ДжСАГ Абраама Асчяна в 1982 году, о деятельности ДжСАГ ничего не известно. С 1983 года организация взяла новое название — «Армянская революционная армия».

## Основные операции ДжСАГ
- октябрь 1975 — убийство турецкого посла во Франции,
- июнь 1977 — убийство турецкого посла в Ватикане,
- июнь 1978 — нападения на автомобиль турецкого посла в Испании,
- октябрь 1979 — убийство сына турецкого посла в Нидерландах,
- декабрь 1979 — убийство турецкого атташе по туризму во Франции,
- февраль 1980 — нападение на турецкого посла в Швейцарии,
- август 1982 — убийство турецкого военного атташе в Канаде.